# Guillermo Abdala
Guillermo Abdala (Caracas, Venezuela, 25 de febrero de 1947-Ibídem, 10 de febrero de 2013) fue un escultor y dibujante venezolano que inicia sus estudios en 1968 en la Escuela Cristóbal Rojas hasta 1979 teniendo como maestros en escultura a Juan Jaén y Biaggio Campanella. Entre 1975 y 1978 fue secretario de la comunidad educativa de la Escuela Cristóbal Rojas y luego pasa a formar parte de importantes grupos artísticos: Azinmaca, Concreto, Contracorriente, Colectivo Experimental Urbano y El Búho que Masca Chimó.
Se destacó como escultor y formó artistas en la escuela de artes Armando Reverón y en la Universidad Nacional Experimental de las Artes (Uneartes). Además, fue presidente de la AVAP (Asociación Venezolana de Artistas Plásticos), sección Estado Anzoátegui desde 1983 hasta 1986.

## Trayectoria académica
- En 1968 inicia sus estudios en la Escuela Cristóbal Rojas.
- En 1979 tiene como maestros a Juan Jaén y Biaggio Campanella.

## Obras
Desde sus comienzos su obra escultórica estuvo comprometida con la búsqueda antropológica del hombre latinoamericano, indagación que lo orientó a explorar el mundo del mito, la leyenda y la magia americana. 
Entre 1975 y 1978 fue secretario de la comunidad educativa de la Escuela Cristóbal Rojas.
En la década de los setenta formó parte de diversos grupos artísticos: Azinmaca, Concreto, Contracorriente, Colectivo Experimental Urbano y El Búho que Masca Chimó (con Aníbal García, Javier Level y Jorge Salas).
Guillermo Abdala participa en diferentes exposiciones colectivas entre las cuales se encuentran: 
- Entre 1973 y 1977 participa en el Salón Nacional de Jóvenes Artistas, en el último de los cuales obtiene una bolsa de trabajo en la sección de dibujos y obras no tradicionales.
- Es incluido en el Salón Arturo Michelena en sus ediciones XXXIII, XXXV y XLIV (1975, 1977 y 1986, respectivamente).
- En 1979 participa en «Dibujos actuales» (Concejo Municipal del Distrito Federal, Caracas) junto con Víctor Hugo Irazábal, Ricardo Benaím y Patricia van Dalen.
- En 1983, junto a Alberto Asprino, Pedro Terán y Fabiola Sequera, entre otros, formó parte de «Materia y espacio» (Sala CANTV) con El treno I, pieza escultórica realizada en técnica mixta, metal y plástico (221 x 60 x 129 cm).
- “Encuentro Latinoamericano de Gráfica» (MAVAO, 1991).
- XVIII Salón Aragua (MACMMA, 1993).
- V y VI Bienal Nacional de Dibujo Fundarte (MAVAO).
- I y II Bienal ABD 4 Francisco Narváez.
- V, VI y VII Bienal TAGA.[2]

En toda su obra, Abdala ha investigado la historia y la parte enigmática de las cosas. Aunque es tallista virtuoso, su material predilecto es el vaciado en piedra artificial, con el que logra texturas y reminiscencias particulares.

## Exposiciones individuales
- En 1982 expone 12 piezas (vaciados en granito y tallas en madera) en la Galería Armando Reverón de Barcelona (Edo. Anzoátegui).
- En 1983 expone en la Sala Ocre y en el Aeropuerto Internacional José Antonio Anzoátegui (Barcelona, Edo. Anzoátegui) su serie de dibujos En busca de los pasos perdidos para Carpentier, visiones sobre la novela del autor cubano donde se manifiesta un juego cíclico de 28 imágenes realizadas en tinta china cuya densidad genera una organización de signos en la cual el sentido se desplaza entre las intersecciones de lo histórico y lo fabuloso.
- En 1987 expone su obra «Mandingo y otros seres en el reino de Guillermo Abdala» en la Asamblea Legislativa del Estado Anzoátegui, Barcelona.
- En 1993, con «El laberinto de la geografía», Abdala lo expone en la Sala de Exposiciones, Alcaldía de Caicara del Orinoco, Edo. Bolívar
- En 1994, con «De lo sagrado a lo psíquico» (Galería Tito Salas), muestra un conjunto de dibujos y esculturas, entre las cuales destacan En busca de mi ciudad perdida, Altar de sacrificios, Arbustos sagrados y Alucinaciones (todas realizadas en piedra artificial) en medio de una ambientación sonora en la que se escuchaba la voz de una narradora que relataba historias escritas por el artista.
- 1996: «Ámbitos», Núcleo del Litoral, USB, Naiguatá, Edo. Vargas.
- 1998: «Lugares», Casa de la Cultura, Caripe, Edo. Monagas.
- 1999: «Cuatro ficciones sobre el espacio», IUESAPAR.
- 2001: «Vivimos en las futuras ruinas de la humanidad», IUESAPAR.

## Premios
- 1977: Bolsa de trabajo, V Salón Nacional de Jóvenes Artistas, Caracas.
- 1988: Mención de honor, V Bienal TAGA.
- 1992: Segundo premio, VII Bienal TAGA.
- 2000: Premio Distrital de las Artes Plásticas Pedro Ángel González, Gobernación del Distrito Federal.

## Otros trabajos
Entre 1979 y 1989, paralelamente a su trabajo como escultor, prosigue su investigación en el dibujo. En esta época produce su serie Mandingo, donde usó como tópico los mundos sinuosos de la selva así como el elemento mágico-religioso del Caribe. «Pretendo dibujar con una elaboración que no mate la espontaneidad, que afloren líneas nerviosas y automáticas, pero sin efectismos ni otros recursos que no sea la misma línea» (Abdala, 1987).
En enero de 2007 escribió El arte como utilidad social y explicó que «las artes plásticas son un medio importante para el estímulo de la formación de la sociedad, se ha fabulado sobre el carácter críptico e inaccesible de esta modalidad de la expresión humana, motivo que le ha hecho mucho daño a los pueblos y también a las propias artes plásticas».